# Théâtre gallo-romain de Moingt
La théâtre gallo-romain de Moingt est un théâtre mixte antique ruiné construit au Ier siècle à Moingt, partie de la commune française de Montbrison et dont le site est classé monument historique en 1981.

## Localisation
Le théâtre gallo-romain est situé sur le territoire de l'ancienne commune de Moingt dans la région française d'Auvergne-Rhône-Alpes.

## Description
Ce théâtre mixte servant aux représentations scéniques et aux jeux d´arènes est en arc de cercle de 42 m de rayon, la scène étant au nord-est. C'est essentiellement la partie nord-ouest qui est conservée avec un mur atteignant 10 m de haut. Il mesure de 1,50 m à 2 m d'épaisseur et est construit en petits moellons de granit.

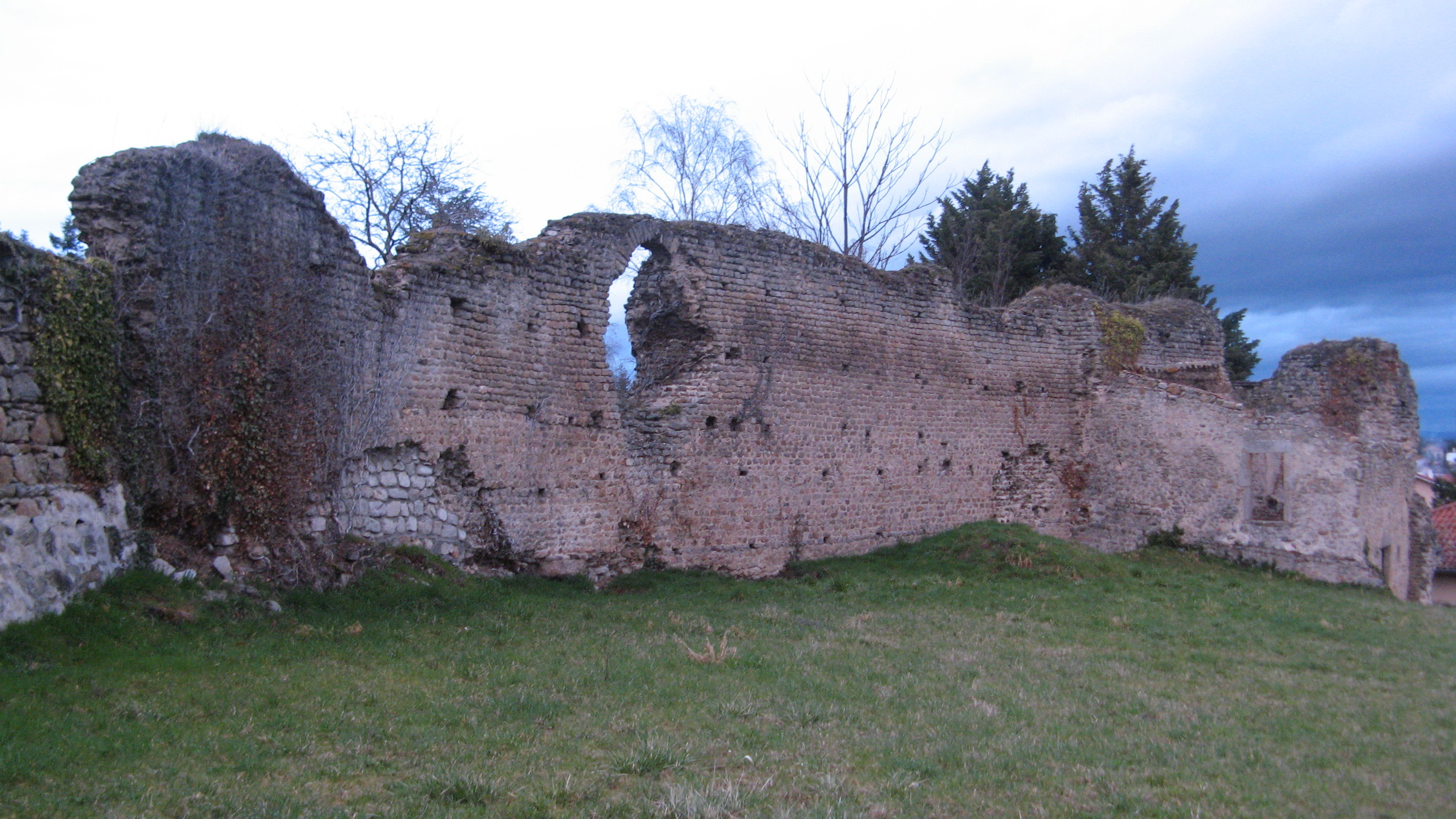
Enceinte vue de l'intérieur.

## Historique
Aquae Segetae, actuellement Moingt, est une ancienne cité thermale gallo-romaine possédant plusieurs monuments publics. Son théâtre est construit au cours de la seconde moitié du Ier siècle et remanié à la fin du IIe siècle.
Des fouilles et des études sont effectuées au XIXe siècle et à la fin du XXe siècle.
Le site du théâtre est classé au titre des monuments historiques le 10 décembre 1981.